# Josip Šoljić
Josip Šoljić (* 18. června 1987, Záhřeb, SFR Jugoslávie) je chorvatský fotbalový obránce či záložník, od července 2013 bez angažmá.

## Klubové statistiky
Aktuální ke 3. srpnu 2013
| Sezona  | Klub                         | Země       | Soutěž  | Zápasy | Góly |
| ------- | ---------------------------- | ---------- | ------- | ------ | ---- |
| 2006/07 | NK Lučko Záhřeb              | Chorvatsko | 3. liga | 14     | 4    |
|         | NK Záhřeb (hos.)             | Chorvatsko | 1. liga | 6      | 0    |
| 2007/08 | NK Záhřeb (hos.)             | Chorvatsko | 1. liga | 1      | 0    |
|         | NK Lučko Záhřeb              | Chorvatsko | 3. liga | 15     | 4    |
| 2008/09 | NK Lučko Záhřeb              | Chorvatsko | 3. liga | 15     | 0    |
|         | HNŠK Moslavina Kutina (hos.) | Chorvatsko | 2. liga | 5      | 0    |
| 2009/10 | FC Gossau                    | Švýcarsko  | 2. liga | 25     | 0    |
| 2010/11 | NK Rudeš Záhřeb              | Chorvatsko | 2. liga | 17     | 1    |
| 2011/12 | NK Rudeš Záhřeb              | Chorvatsko | 2. liga | 5      | 0    |
| 2011/12 | FC Zbrojovka Brno            | Česko      | 2. liga | 13     | 0    |
| 2012/13 | FC Zbrojovka Brno            | Česko      | 1. liga | 17     | 0    |
|         | celkem                       |            |         | 133    | 9    |